# Germania ai III Giochi olimpici invernali
La Germania partecipò ai III Giochi olimpici invernali, svoltisi a Lake Placid, Stati Uniti, dal 4 al 15 febbraio 1932, con una delegazione di 20 atleti impegnati in tre discipline.

## Medagliere

### Per discipline
| Sport              | Oro | Argento | Bronzo | Totale |
| ------------------ | --- | ------- | ------ | ------ |
| Hockey su ghiaccio | 0   | 0       | 1      | 1      |
| Bob                | 0   | 0       | 1      | 1      |
| Totale             | 0   | 0       | 2      | 2      |

### Medaglie
| Medaglia | Atleta | Sport              | Evento    |
| -------- | --- | ------------------ | --------- |
| Bronzo   | Hanns Kilian Max Ludwig Hans Mehlhorn Sebastian Huber                                                                                           | Bob                | A quattro |
| Bronzo   | Rudi Ball Alfred Heinrich Erich Herker Gustav Jaenecke Werner Korff Walter Leinweber Erich Römer Martin Schröttle Marquard Slevogt Georg Strobl | Hockey su ghiaccio | Maschile  |